# KSK Wavria

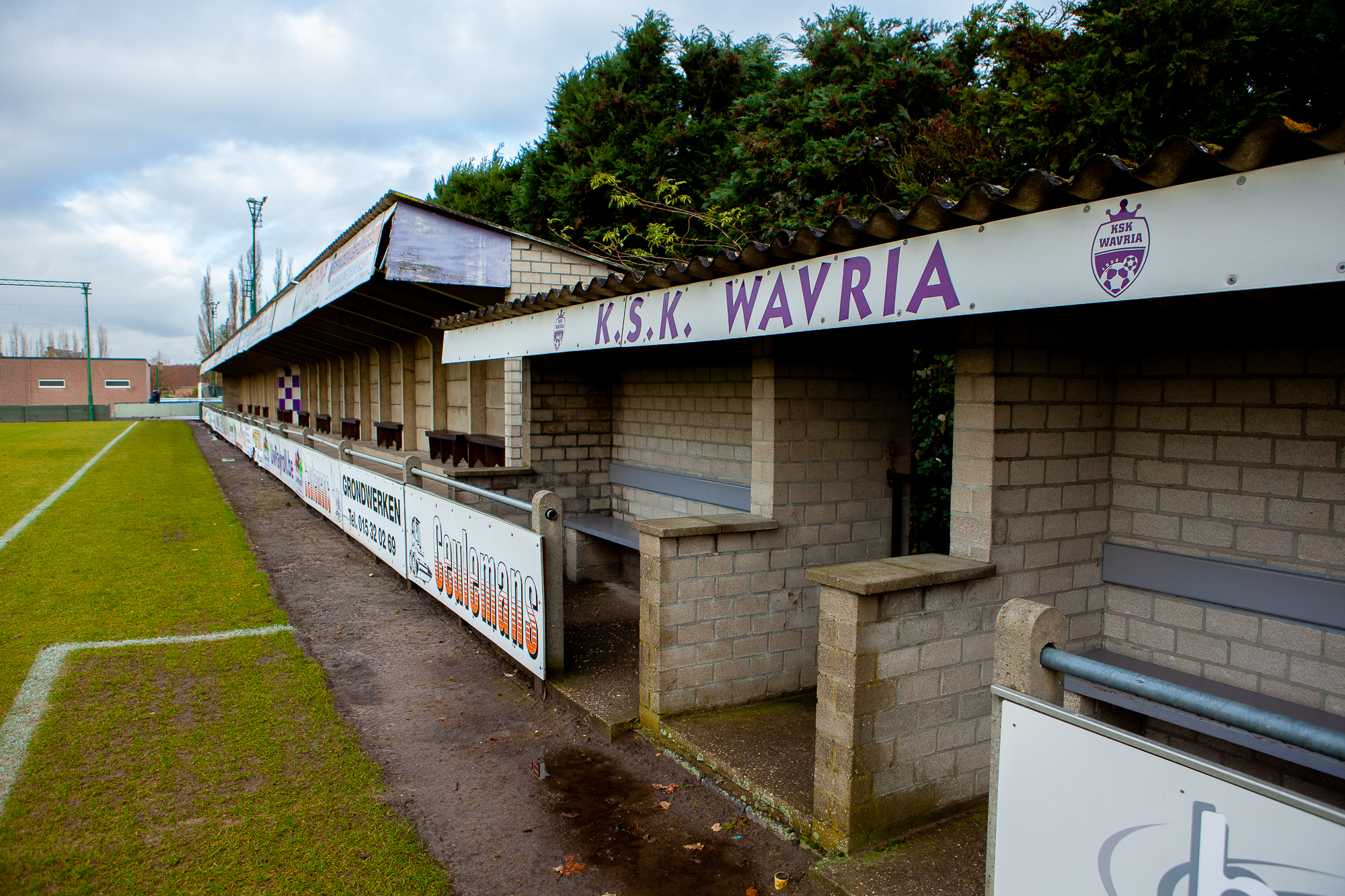
Het Dolf Vercammen stadion van KSK Wavria.

KSK Wavria is een Belgische voetbalclub uit Onze-Lieve-Vrouw-Waver. De club is aangesloten bij de KBVB met stamnummer 5386 en heeft wit-paars als kleuren. De club speelt al heel zijn geschiedenis in de provinciale reeksen.

## Geschiedenis
SK Wavria werd opgericht op 24 februari 1950. Aanvankelijk speelde men wat wedstrijden tegen lokale wijkploegen. Bij de aansluiting bij de KBVB in september kreeg men stamnummer 5386 toegekend. Aanvankelijk speelde men met blauw-wit als kleuren; daarna nam men paars-wit als kleuren aan. De eerste jaren verhuisde men regelmatig van terrein. Tot 1954 speelde men aan de Vinkenhofstraat, daarna twee jaar aan de Erfstraat, en van 1956 tot 1963 aan de Leemstraat. Vanaf 1963 ging men spelen aan de Vinkenhofstraat en Wavervelden.
Tegen 1968 telde de club al vijf elftallen, namelijk twee seniorenploegen en drie jeugdploegen. Dat jaar had men voor het eerst een miniemenploeg; in 1972 startte men met juniors. In 1973 volgde ten slotte ook een veteranenploeg. Een supportersclub was in 1971 opgericht. Vanaf 1981 ging de jeugd spelen op het Schrans; in 1989 volgde ook het eerste elftal.
In 1996 nam men de voetbalclub VK Roden Arenden over, een club die was aangesloten bij de Katholieke Vlaamse Voetbalbond, een amateurvoetbalbond. Wavria bleef daarna met zijn derde reserve-elftal in deze bond actief. Aan het begin van de 21ste eeuw telde de club al ruim 20 ploegen in competitie. In 2006 werd ook een vrouwenploeg opgericht, evenals een G-elftal.

## Stadion
De club speelt de wedstrijden in het Dolf Vercammen stadion. Aan de westkant van het plein staat een kleine zittribune en aan de oostkant staat een lange staantribune met in het midden van deze tribune de spionkop. Langs deze tribune staat eveneens de dug-out.